# Station Portrush
Station Portrush  is een spoorwegstation in Portrush in het  Noord-Ierse graafschap Antrim. Het station is het eindstation van de zijtak vanaf  Coleraine.